# Borgarey
Borgarey ([ˈpɔrkarˌeiː]ⓘ) es una pequeña isla de Islandia. Constituye la más pequeña y profunda del Ísafjarðardjúp. Menor en comparación con Æðey y Vigur. Situada en la costa de Nanteyri. El acceso limitado al agua potable la mantiene totalmente deshabitada.

## Etimología
La desinencia -ey significa isla pequeña, mientras que -Borgar es el genitivo singular de Borg (cognado de Burg etc.) que originalmente significaba colina (los fuertes medievales tendían a construirse sobre ellas).